# 산타마르타쌀쥐
산타마르타쌀쥐(Nephelomys maculiventer)는 비단털쥐과 톰스쌀쥐속에 속하는 설치류이다. 모식산지는 콜롬비아 산타마르타의 해발 1,830m의 시에라 엘 리바노 지역이다. 원래는 시에라 엘 리바노에서 수집한 34점과 발파라이소의 13점의 표본을 포함한 47점의 표본에 기초하여 기술했다.
길고 부드러운 털을 가진 산타마르타쌀쥐는 등 쪽은 적갈색을 띠고 옆구리 쪽으로 갈수록 희미해진다. 털 색은 배 쪽으로 가면서 갑자기 변하며, 일부 성체는 순백색을 띤다. 어린 산타마르타쥐는 색이 더 짙고 배 쪽은 짙은 회색이다. 성숙해짐에 따라서 배 쪽의 회색 털이 점진적으로 흰 털로 변한다. 귀는 갈색이고 거의 털이 없다. 뒷발은 회색이다. 꼬리 윗면은 갈색이고, 아랫면은 좀더 연한 색을 띤다. 암수 29마리에 대한 조사 결과, 전체 몸길이는 302~345mm로 다양하고 꼬리 길이는 162~194mm, 뒷발 길이는 29~36mm이다. 평균적으로 수컷이 암컷보다 약간 크다.
이 종들을 명명한 알렌(Joel Asaph Allen)은 쌀쥐속(Oryzomys)에 속하는 종 Oryzomys maculiventer로 분류하고, 현재 메리다쌀쥐(Nephelomys meridensis)와 톰스쌀쥐(Nephelomys albigularis)로 알려진 종들과 비교하였다. 쌀쥐속 중에서 가장 큰 종으로 기술하고, 독특한 털 색과 비교적 짧은 절치공에 대해서도 언급했다. 나중에 산타마르타쌀쥐는 널리 정의된 톰스쌀쥐(Oryzomys albigularis, 현재 학명 Nephelomys albigularis)에 포함되어 강등되었지만, 2006년 쌀쥐속에서 톰스쌀쥐속(Nephelomys)이 분리되면서 산타마르타쌀쥐는 별도의 종으로 다시 승격되었다.